# Luca Curatoli
Luca Curatoli (Napoli, 25 luglio 1994) è uno schermidore italiano, specializzato nella sciabola.

## Biografia
Nel 2014 ai campionati mondiali giovanili di Plovdiv, in Bulgaria, vince l'oro sia in singolare che a squadre.
Un anno dopo agli europei di Montreux di giugno conquista la medaglia d'argento nella gara a squadre insieme a Enrico Berrè, Aldo Montano e Diego Occhiuzzi, con cui un mese dopo conquista il titolo mondiale a Mosca.
Nel 2017 si aggiudica il bronzo individuale e l'argento a squadre agli europei di Tbilisi ed il bronzo a squadre ai Lipsia.
Nei successivi due mondiali di Wuxi e Budapest vince rispettivamente l'argento a squadre e due bronzi.
Nel 2021 viene convocato per i Giochi olimpici di Tokyo 2021 dove viene sconfitto ai sedicesimi di finale dal romeno Iulian Teodosiu ma, insieme a Montano, Samele e Berrè vince la medaglia d'argento a squadre dovendosi arrendere in finale alla Corea del Sud per 26-45.
L'anno successivo agli Europei di scherma di Antalya vince l'argento nella gara individuale perdendo la finale con il georgiano Sandro Bazadze per 15 a 11 e, nella rassegna iridata di Il Cairo arriva a il terzo bronzo consecutivo a squadre
Ai III Giochi europei di Cracovia del 2023 vince la medaglia d'argento insieme a Luigi Samele, Michele Gallo e Matteo Neri.
Il 19 giugno 2024, a Basilea, bissa l'argento europeo di due anni prima perdendo il derby in finale contro Michele Gallo.

## Palmarès

### Risultati élite
In carriera ha ottenuto i seguenti risultati:
Giochi olimpici
Individuale
A squadre
- Argento nella sciabola a Tokyo 2021

Mondiali
Individuale
- Bronzo nella sciabola a Budapest 2019
- Bronzo nella sciabola a Tbilisi 2025

A squadre
- Oro nella sciabola a Mosca 2015
- Oro nella sciabola a Tbilisi 2025
- Argento nella sciabola a Wuxi 2018
- Bronzo nella sciabola a Lipsia 2017
- Bronzo nella sciabola a Budapest 2019
- Bronzo nella sciabola a Il Cairo 2022

Europei
Individuale
- Argento nella sciabola ad Adalia 2022
- Argento nella sciabola a Basilea 2024
- Bronzo nella sciabola a Tbilisi 2017

A squadre
- Argento nella sciabola a Montreux 2015
- Argento nella sciabola a Toruń 2016
- Argento nella sciabola a Tbilisi 2017
- Argento nella sciabola a Novi Sad 2018
- Argento nella sciabola a Genova 2025
- Bronzo nella sciabola a Düsseldorf 2019

Giochi europei
Individuale
A squadre
- Argento nella sciabola a Cracovia 2023

Coppa del mondo
Classifica individuale
- 2016-2017 -  nella classifica generale della sciabola
- 2018-2019 - 4º classificato nella classifica generale della sciabola
- 2019-2020 - 4º classificato nella classifica generale della sciabola
- 2021-2022 - 4º classificato nella classifica generale della sciabola
- 2017-2018 - 7º classificato nella classifica generale della sciabola

Classifica a squadre
- 2017-2018 -  nella classifica generale della sciabola
- 2018-2019 -  nella classifica generale della sciabola
- 2019-2020 -  nella classifica generale della sciabola
- 2021-2022 - 4º classificato nella classifica generale della sciabola
- 2022-2023 - 4º classificato nella classifica generale della sciabola

Prove individuali
- 2014-2015 -  (Varsavia)
- 2015-2016 -  (Madrid)
- 2016-2017 -  (Mosca);  (Dakar, Seul)
- 2017-2018 -  (Mosca);  (Padova)
- 2018-2019 -  (Padova);  (Varsavia);  (Mosca)
- 2019-2020 -  (Montreal);  (Varsavia)
- 2021-2022 -  (Orléans, Budapest, Madrid)
- 2022-2023 -  (Orléans)

Prove a squadre
- 2014-2015 -
- 2015-2016 -
- 2016-2017 -
- 2017-2018 -  (Algeri, Padova, Gyor, Madrid)
- 2018-2019 -  (Varsavia, Madrid);  (Padova, Budapest)
- 2019-2020 -  (Lussemburgo);  (Il Cairo)
- 2021-2022 -  (Madrid)
- 2022-2023 -  (Padova)

Campionati italiani
Individuale
- Oro nella sciabola a Cagliari 2024
- Argento nella sciabola a Palermo 2019
- Argento nella sciabola a Cassino 2021
- Bronzo nella sciabola a Trieste 2013
- Bronzo nella sciabola a Gorizia 2017
- Bronzo nella sciabola a Milano 2018
- Bronzo nella sciabola ad Courmayeur 2022
- Bronzo nella sciabola a Piacenza 2025

A squadre
- Oro nella sciabola a Roma 2016
- Oro nella sciabola a Milano 2018
- Oro nella sciabola a Palermo 2019
- Oro nella sciabola a Cassino 2021
- Oro nella sciabola a Cagliari 2024
- Argento nella sciabola a Torino 2015
- Argento nella sciabola a Gorizia 2017
- Bronzo nella sciabola a Trieste 2013
- Bronzo nella sciabola ad Courmayeur 2022

### Risultati giovani
Mondiali giovani
Individuale
- Oro nella sciabola a Plovdiv 2014

A squadre
- Oro nella sciabola a Plovdiv 2014
- Argento nella sciabola a Parenzo 2013

Mondiali cadetti
Individuale
- Argento nella sciabola a Mar Morto 2011

Europei Under-23
Individuale
- Oro nella sciabola a Vicenza 2015
- Bronzo nella sciabola a Tbilisi 2014

A squadre
- Oro nella sciabola a Tblisi 2014
- Bronzo nella sciabola a Toruń 2013
- Bronzo nella sciabola a Vicenza 2015

Europei giovani
Individuale
- Oro nella sciabola a Gerusalemme 2014

A squadre
- Oro nella sciabola a Budapest 2013
- Bronzo nella sciabola a Gerusalemme 2014

Europei cadetti
Individuale
- Argento nella sciabola a Klagenfurt 2011

A squadre
- Oro nella sciabola a Klagenfurt 2011
- Bronzo nella sciabola ad Atene 2010